# 페이스 메이커 (영화)
《페이스 메이커》(Pace Maker)는 김달중 감독 작품의 2012년 대한민국의 드라마 스포츠 영화이다. 주요 출연진은 김명민, 안성기, 고아라, 최태준이다.
마라톤 페이스 메이커의 인생 역전이 주제이다.

## 캐스팅
- 김명민 : 주만호 역
- 안성기 : 박성일 역
- 고아라 : 유지원 역
- 최태준 : 민윤기 역
- 조희봉 : 종수 역
- 최재웅 : 주성호 역
- 이율 : 경순 역
- 아부다드 : 봉조 역
- 박성택 : 장대높이뛰기 코치 역
- 윤민 : 우진 역
- 계성용 : 이 코치 역
- 최나래 : 종수 처 역
- 이엘 : 최민경 역
- 이유하 : 성호 처 역
- 조영진 : 육상연맹 이사 역
- 곽진석 : 우유끼 역
- 임종윤 : 나이키 이사 역
- 한성식 : 한 감독 역
- 김경태 : 과거 체육선생 역
- 성두섭 : 외교부 직원 2 역
- 류의현 : 어린 주만호 역
- 정준원 : 어린 주성호 역
- 추수빈 : 닭다리 아이 역
- 이봉주 : 본인 역 (특별출연)
- 이광용 : 2012 런던 올림픽 마라톤 캐스터 역